# Турбійон (стадіон)
«Стад де Турбійон» (фр. «Stade de Tourbillon») — багатофункціональний стадіон у місті Сьйон, Швейцарія, домашня арена ФК «Сьйон».
Стадіон побудований та відкритий 1968 року. У ході реконструкції 1989 року над трибунами споруджено дах та збільшено потужність до 20 187 глядачів, з яких 11 500 були стоячими, 8026 — сидячими, 661 — бізнес-місця. Також на стадіоні було придбано чотири приватних місця, окремо виділялися категорії місць для VIP-персон і преси. У 2010 році муніципалітет Сьйона оголосив про програму реконструкції арени вартістю ₣ 13 млн, завершення якої планується до 2020 року. Основним завдання є приведення стадіону до вимог УЄФА, що дозволить проводити на ньому міжнародні матчі. 2011 року дерев'яні лави були замінені на пластикові крісла. Протягом літа 2012 року на вході до стадіону встановлено турнікети для підрахунку глядачів. Встановлено потужність 14 283 глядачі. На окремих секторах встановлено відкидні крісла. Електронне табло замінене на великий відеоекран. У 2015 році облаштовано новий прес-центр та VIP-зону. На наступному етапі реконструкції планується привести стадіон до  категорії 4 УЄФА. 
Назва стадіону походить від середньовічного замку, який височить на одному з пагорбів з панорамою на місто.